# 湘江
湘江又称湘水，为长江的主要支流之一，是湖南省境内最大的河流，全长948公里，流域面积94721平方公里，多年平均径流量791.6亿立方米。

## 水文
湘水源头有广西西源和湖南东源两大说法。西源说认为，湘江发源于广西壮族自治区兴安县白石乡的海洋河或上桂河。西源主要流经广西兴安县、灌阳县、全州县等，自永州市苹岛与潇水汇合。广西境内湘江汇聚海洋河、灌江、宜湘河、万乡河等支流，长度超过200公里，流域面积约7827.3平方公里，多年平均流量201立方米每秒，多年平均径流量63.4亿立方米。东源说认为，发源于湖南省蓝山县的潇水，最上游称大桥河，流至苹岛與源出广西的湘水汇合，全长948公里，流域面积94721平方公里。湘潭縣的多年平均客水量为549.49亿立方米，水面宽460~750米。在湘阴县境内注入洞庭湖，河面最宽達1460米。湘江多年平均含沙量0.172千克/立方米，年平均输沙量为1140万吨。湘水流域水系发达，5千米以上的大小支流有2157条，流域面积大于1000平方公里的主要支流16条，右岸支流有舂陵水、耒水、洣水、渌水、浏阳河和捞刀河等，左岸支流有祁水、蒸水、涓水、涟水和沩水等，共已建成涔天河、双牌、欧阳海、洮水、东江、青山垅、酒埠江、水府庙、株树桥、官庄和黄材11座库容在1亿立方米以上的大型水库，其中最大的东江水库总库容达91.5亿立方米。

## 環境
20世纪末期到21世纪初，湘江沿岸的一些城市，由于污水治理能力有限，很多未經充分处理的家用或工业污水直接排放到湘江中，导致水质下降。曾一度成为中国重金属污染最严重的河流。经过多年治理，湘江污染问题已取得极大改观。2021年湘江流域水质优良率达到99.4％，比2012年增加11.3个百分点，重点重金属污染物浓度比2012年平均下降58%以上。

## 圖片
| - 俯视长沙的湘江与两岸建筑 - 流经长沙的湘江 - 湘潭湘江铁路大桥 - 湘江上的橘子洲大桥 - 长沙湘江风光带（风帆广场） - 长沙湘江风光带（橘子洲，连洲大桥） |

## 相关链接
- 长江流域信息网 （页面存档备份，存于）
- 湖南水利网站
- 湘江概况 （页面存档备份，存于）

## 脚注
1. ↑  兴安县地方志编纂委员会. . 线装书局. 2011: 41–42.
2. ↑  全州县地方志编纂委员会. . 广西人民出版社. 2018: 52.
3. ↑  柳德新. . 湖南日報. 2013-05-22  [2022-07-07]. （原始内容存档于2022-09-10）.
4. ↑  湘潭县地方志编纂委员会 (编). . 湖南出版社. 1995-12: 80-85.
5. ↑  湘阴县志编纂委员会 (编). . 三联书店. 1995-06: 115-116.
6. ↑  蒋作斌. . 湖南日報. 2012-10-17  [2022-07-07]. （原始内容存档于2022-09-10）.
7. ↑  湘江：中国重金属污染最严重的河流_网易新闻中心 （页面存档备份，存于），网易探索
8. ↑  湘江启示录 中国重金属污染最严重的河流治理之困--南都周刊 的存檔，存档日期2010-11-05.，南方都市报
9. ↑  .   [2021-05-16]. （原始内容存档于2021-05-17）.

## 延伸阅读
[在维基数据编辑]
 《欽定古今圖書集成·方輿彙編·山川典·湘水部》，出自陈梦雷《古今圖書集成》